# Giuseppe Mettica
Giuseppe Mettica (Robecco sul Naviglio, 26 marzo 1919 – Milano, 5 maggio 2003) è stato un calciatore italiano, di ruolo centrocampista.

## Carriera
Giocò nel Fiamma Cremisi di Milano, nel Bari, nell'Ambrosiana e nel Fanfulla.

## Statistiche

### Presenze e reti nei club
| Stagione                | Club                    | Campionato      | Campionato | Campionato |
| Stagione                | Club                    | Comp            | Pres       | Reti       |
| ----------------------- | ----------------------- | --------------- | ---------- | ---------- |
| ????-1942               | Fiamma Cremisi          | Prima Divisione | ?          | ?          |
| 1942-1943               | Ambrosiana-Inter        | Serie A         | 1          | 0          |
| 1943-????               | Fanfulla                | Serie B         | ?          | ?          |
| Totale Fiamma Cremisi   | Totale Fiamma Cremisi   |                 | ?          | ?          |
| Totale Ambrosiana-Inter | Totale Ambrosiana-Inter |                 | 1          | 0          |
| Totale Fanfulla         | Totale Fanfulla         |                 | 16         | 2          |
| Totale carriera         | Totale carriera         |                 | 1          | 0          |